# Musca biseta
Musca biseta är en tvåvingeart som beskrevs av Hough 1898. Musca biseta ingår i släktet Musca och familjen husflugor. Inga underarter finns listade i Catalogue of Life.